# Толстянка покрытая
Толстянка покрытая (лат. Crassula tecta) – вид суккулентных растений рода Толстянка (Crassula) семейства Толстянковые (Crassulaceae), произрастающий в ЮАР.

## Описание
Многолетник с прикорневой розеткой часто сильно разветвленный и обычно вздутый у основания. Листья серо-зеленого цвета, продолговатые до продолговато-обратноланцетных, имеют округлую форму, реже тупо острые или тупые, слегка выпуклые с обеих сторон, каждый покрыт твердыми сосочками неправильной формы, расширяющимися к вершине. Соцветие – почти шаровидный тирс, редко слегка удлиненный, с цветоносом длиной 30-80 мм. Чашечка: доли широкотреугольные, 1,5-2 мм длиной, с округлыми, часто тупыми вершинами, покрытые отогнутыми волосками и краевыми ресничками, мясистые и бледно-желтого цвета. Венчик трубчатый 0,8 мм, сросшийся у основания, белого или кремового цвета. Тычинки с желтыми пыльниками. Чешуйки от продолговатых до почти квадратных, 0,5-0,7 х 0,4-0,6 мм, слегка выемчатые, сужены книзу, мясистые, бледно-желтого цвета.

## Таксономия
Crassula tecta Thunb., первое упоминание в Nova Acta Phys.-Med. Acad. Caes. Leop.-Carol. Nat. Cur. 6: 328 (1778).

#### Этимология
Crassula: Родовое латинское наименование, означающие «толстый».
tecta: Видовой эпитет, от лат. tectus – «крыша», или «черепица»; покрытый.

#### Синонимы
Гомотипные (основанные на одном и том же номенклатурном типе):
- Purgosea tecta (Thunb.) G.Don (1834)

Гетеротипные (основанные на разных номенклатурных типах):
- Crassula decipiens N.E.Br. (1903)

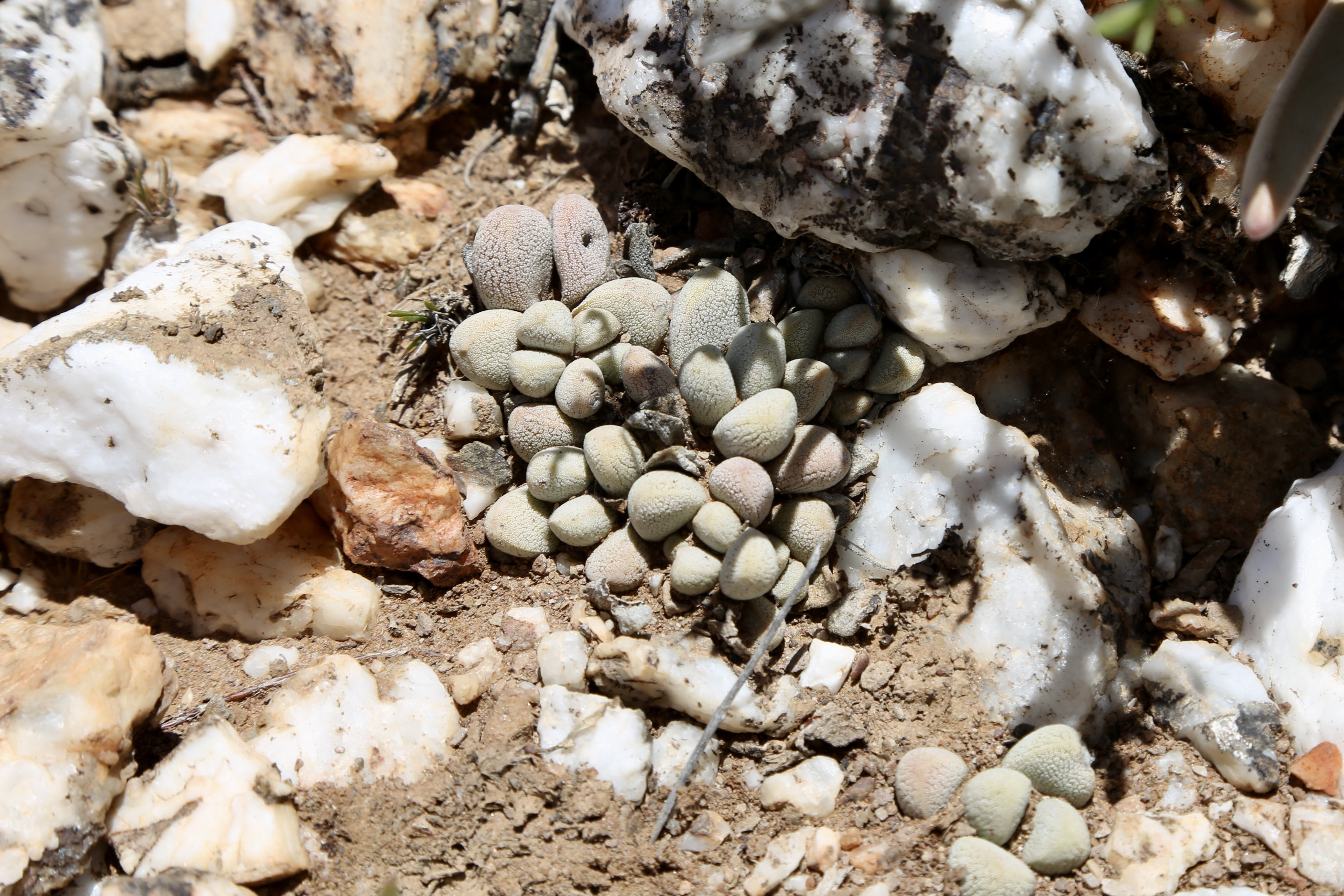
Растение в дикой природе
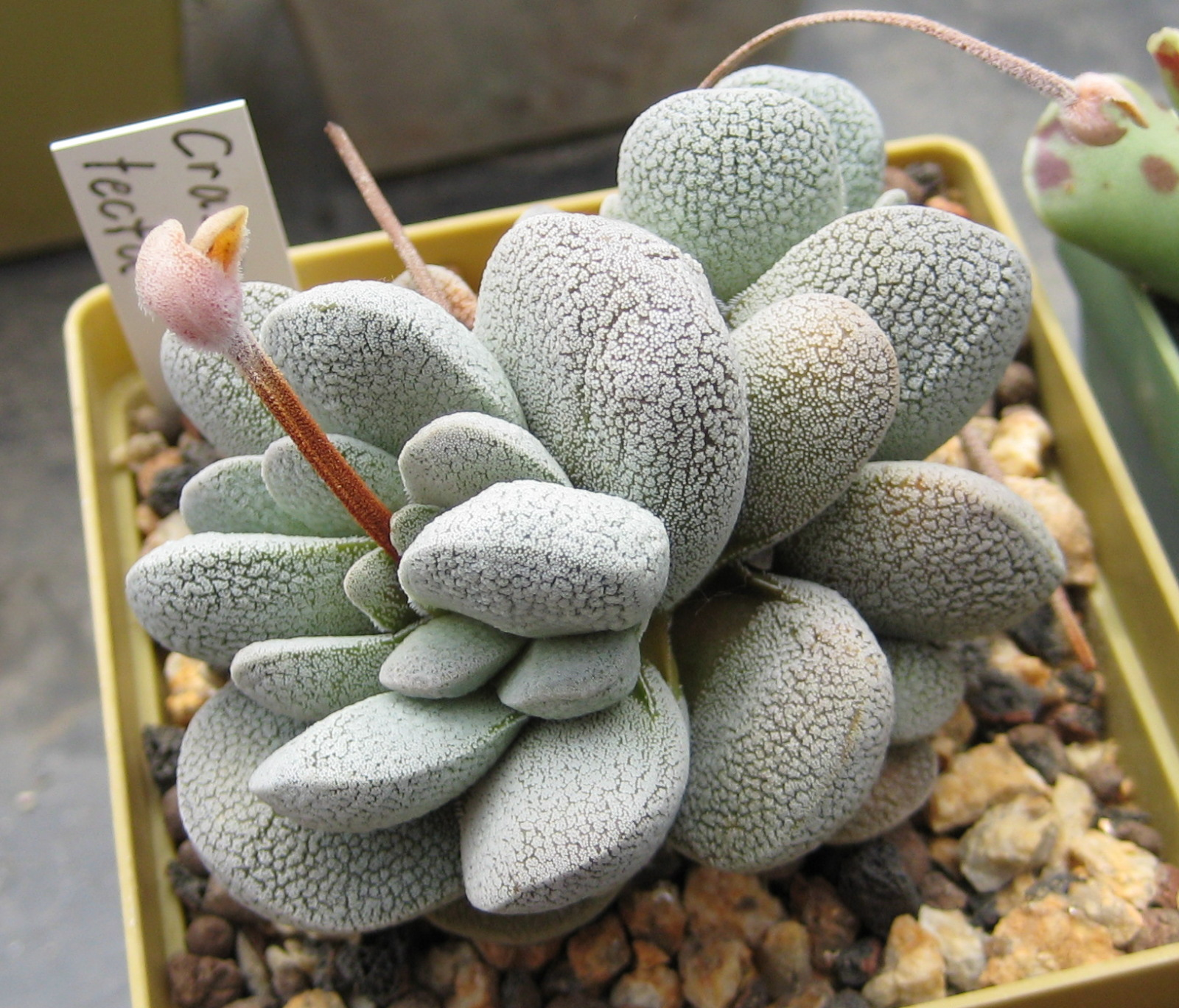